# Mariano Iberico
Mariano Iberico Rodríguez (Cajamarca, 11 de abril de 1892 - Lima, 4 de junio de 1974) fue un filósofo, jurista y docente universitario peruano. Es una de las figuras más representativas de la filosofía peruana del siglo XX. Su pensamiento denota las influencias de Bergson y Klages, pero mostrando un sello original. Tuvo una orientación metafísica con fuertes  acentos místicos en un ambiente filosófico en el que todavía predominaba el positivismo. Cultivó también el ensayo literario. Fue catedrático de Filosofía en la Universidad Nacional Mayor de San Marcos durante más de treinta años, así como rector de la misma universidad de 1952 a 1955. También fue ministro de Educación, por un breve periodo en diciembre de 1955.

## Biografía

### Niñez y estudios
Nació en Cajamarca el 11 de abril de 1892. Sus padres fueron Mariano Iberico Noriega y Concepción Rodríguez Risco, migrantes chachapoyanos. En 1898 inició sus estudios escolares en el Colegio Nacional San Ramón de su ciudad natal, que los culminó en 1908.
En 1909 llegó a Lima para seguir estudios de filosofía en la Facultad de Letras de la Universidad Nacional Mayor de San Marcos. En 1912 se graduó como bachiller con la tesis “El carácter” de influencia positivista, la cual al año siguiente fue publicada en la imprenta Centro Editorial Beytia.
En 1916 se graduó de doctor en Letras con su tesis “La filosofía de Henri Bergson”. En junio de 1917 envió su tesis junto a una carta a los hermanos Francisco y Ventura García-Calderón Rey, hijos del expresidente Francisco García-Calderón (quienes se encontraban en Francia y gozaban de mucha fama en ese país), para que se la entregasen al mismísimo Henri Bergson. El 12 de julio, Francisco García Calderón, en una carta de respuesta, prometió entregar la tesis en manos del filósofo. Y el 21 de julio recibió una misiva de Henri Bergson en la que le agradecía haberse ocupado de su obra, mostrándose asimismo asombrado por su agudo análisis.
En 1918 inició sus estudios de abogacía y a la par empezó a ejercer la docencia en colegios de Lima. Se graduó de doctor en Jurisprudencia con tesis sobre “La voluntad contractual” y  “Elementos psicológicos del delito”. En diciembre de ese año publicó el artículo “La intuición moral” en el sexto número de la revista Mercurio Peruano, fundada y dirigida por Víctor Andrés Belaúnde. 
En 1919 se recibió de abogado y se graduó de doctor en Ciencias Políticas y Administrativas con su tesis “Las leyes económicas” y “La política de Wilson”. Ese año también fue nombrado catedrático en la Universidad de San Marcos.

### Carrera
En 1920 publicó el artículo “La intuición estética” en la revista Mercurio Peruano (N.º 26). Este año también publicó el libro Una filosofía estética, dedicada a sus padres y en la que incluyó los dos artículos anteriores (“La intuición moral” y “La intuición estética”) y el prólogo de Víctor Andrés Belaúnde y el epílogo de José de la Riva Agüero, junto a la carta recibida de Henri Bergson en francés.
En 1922 empezó a publicar artículos en la sección “Consideraciones actuales” de la revista Mercurio Peruano. Su primer artículo fue “A propósito del oscurantismo contemporáneo”. A fines de 1925, José Carlos Mariátegui le ofreció los servicios de su imprenta para publicar sus últimos ensayos. Mariano accedió y en enero de 1926 apareció El nuevo absoluto con el sello de Minerva. En noviembre de este año Iberico publicó por primera vez y única vez un artículo en la revista Amauta: “Los dos misticismos”.
En 1927 emprendió un viaje a Francia, Bélgica y Alemania y escribió notas de viaje (publicadas en el libro Ritmos del paisaje. Notas de viaje y pensamientos diferidos, editado por David Sobrevilla).
En 1929 fue removido del consejo de redacción de la revista Mercurio Peruano en donde trabajaba desde 1921, junto a Alberto Ureta y Alberto Ulloa. El filósofo David Sobrevilla menciona que las razones se debieron a que el consejo de redacción estaba imprimiendo en la revista una postura de izquierda que al director no le gustaba. Este mismo año, junto a sus dos compañeros, decidió fundar la revista Nueva Revista Peruana que tuvo solo 7 números, desde el 1 de agosto hasta el 30 de agosto de 1930. 
En 1932 publicó el libro La unidad dividida y al año siguiente, publicó el libro Psicología, en colaboración con Honorio Delgado. En 1934, fue nombrado vocal de la Corte Superior de Junín y Huancayo por el periodo 1934-1936. Fruto de esa estadía escribió en 1937 Notas sobre el paisaje de la sierra. A su retorno trabajó en la Corte Superior de Justicia de Lima. 
En 1939 publicó El sentimiento de la vida cósmica y en 1944, Principios de lógica jurídica. En 1950 publicó La aparición; ensayos sobre el ser y el aparecer. En 1951 asistió al Primer Congreso Internacional de Peruanistas organizado en Lima por la Universidad de San Marcos. En noviembre de este año, viajó al Brasil en calidad de representante del Perú ante el Comité Jurídico Internacional y escribió notas de viaje, publicadas también en el libro Ritmos del paisaje. Notas de viaje y pensamientos diferidos, compilación de David Sobrevilla.
En 1952 fue elegido rector de la Universidad de San Marcos. El 2 de diciembre de 1955, bajo el gobierno del general Manuel A. Odría, fue nombrado ministro de Educación Pública, cargo en el que apenas estuvo unas tres semanas.
En 1958 publicó el libro Perspectivas sobre el tema del tiempo. Tres años más tarde, en 1961 viajó a Italia, Grecia y Turquía, y sus impresiones fueron también compiladas por David Sobrevilla. 
En 1969 publicó El espacio humano. Al año siguiente fue homenajeado por sus paisanos en el Club Cajamarca de la ciudad de Lima. En 1969 el presidente del Instituto Latinoamericano de Integración y Desarrollo (ILID), el filósofo trujillano Luis Flores Caballero, lo condecoró por sus aportes intelectuales y filosóficos. 
En 1971 publicó el libro La aparición histórica; ensayos y notas sobre los temas de la historia y del tiempo en la editorial de la UNMSM. Y en 1973, la Sociedad Peruana de Filosofía y la Academia Peruana de la Lengua le ofrecieron un homenaje con la participación de sus exalumnos, entre ellos Francisco Miró Quesada Cantuarias, Víctor Li-Carrillo Chía, Antonio Peña Cabrera, Jorge Guillermo Llosa, entre otros.
Falleció el 4 de junio de 1974 a la edad de 82 años.

## Publicaciones

### Tesis
- "El carácter". Tesis de bachillerato, Universidad Nacional Mayor de San Marcos, 1912.
- "La filosofía de Enrique Bergson". Tesis de doctorado, Universidad Nacional Mayor de San Marcos, 1916.

### Libros
- Una filosofía estética. Lima: Mercurio Peruano, 1920.
- El nuevo absoluto. Lima: Minerva, 1926.
- La unidad dividida. Lima: Compañía de Impresiones y Publicidad, 1932.
- Notas sobre el paisaje de la sierra. Lima: Lumen, 1937.
- El sentimiento de la vida cósmica. Lima: Lumen, 1939.
- Principios de lógica jurídica. Lima: UNMSM, 1944.
- La aparición. Ensayos sobre el ser y el aparecer. Lima: Santa María,  1950.
- Perspectivas sobre el tema del tiempo. Lima: UNMSM, 1958.
- El espacio humano. Lima: UNMSM, 1969.
- La aparición histórica. Ensayos y notas sobre los temas de la Historia y el tiempo. Lima: UNMSM, 1971.

## Aporte a la filosofía
Su más original aportación a la filosofía fue la teoría de la relación entre ser y aparecer. Afirmó que el ser deja de ser “en sí” cuando ‘aparece’ reflejado ante la conciencia, que sintetiza ser y apariencia.  Así, el ‘aparecer’ adquiere también la condición de ‘ser’, viniendo ambos a ser una unidad.

## Apreciación crítica
Washington Delgado dice con respecto a su obra filosófica:

La obra filosófica de Iberico fue penetrante y fina y desplegó en ellas notables calidades de escritor. Se inició bajo la influencia de Bergson y enriquece después su pensamiento con Dilthey, Heidegger y Klages. En su obra concede siempre gran importancia a los valores estéticos y para sus reflexiones suele apoyarse en las obras literias de Mallarmé, Dostoievski, Cervantes o Vallejo.